# قلعة دير الزور
قلعة دير الزور تقع على تلة تشكلت من عدة حضارات (5 حضارات أو مدن) قامت على تل دير العتيق. بقيت مأهولة بالسكان منذ نشأتها حتى تمت إزالتها عام 1969 م بشكل كامل بقرار حكومي. ومن ثم تشكلت مدينة جديدة تدعى دير الزور.

## زيارة العالم رودلف للمدينة (1574 م)
زار المدينة العالم رودلف عام 1574 م ووصفها بأنها تقع على ضفاف نهر الفرات وأنها تمتلك خندق (قلعة) مسورة بسور كبير بالنسبة لمدن بلاد الرافدين.